# Terapia grupowa (serial telewizyjny)
Terapia grupowa (ang. Help Me Help You, 2006) – amerykański serial komediowy stworzony przez Jennifer Konner i Alexandrę Rushfield.
Światowa premiera serialu miała miejsce 26 września 2006 roku na antenie ABC. Na kanale miało zostać wyemitowane 13 odcinków, ale zostało wyemitowanych 9 odcinków. Po raz ostatni serial pojawił się 12 grudnia 2006 roku. W Polsce serial nadawany był dawniej na kanale Comedy Central Polska.

## Obsada
- Ted Danson jako doktor Bill Hoffman
- Charlie Finn jako Dave
- Jim Rash jako Jonathan
- Suzy Nakamura jako Inger
- Darlene Hunt jako Darlene
- Jere Burns jako Michael
- Jane Kaczmarek jako Anne

## Spis odcinków
| N/o            | Tytuł angielski      |
| -------------- | -------------------- |
|                |                      |
| SERIA PIERWSZA |                      |
|                |                      |
| 01             | Pilot                |
|                |                      |
| 02             | The Mattress         |
|                |                      |
| 03             | Fun Run              |
|                |                      |
| 04             | Pink Freud           |
|                |                      |
| 05             | Sasha's Birthday BBQ |
|                |                      |
| 06             | Inger Management     |
|                |                      |
| 07             | Raging Bill          |
|                |                      |
| 08             | Perverse Psychology  |
|                |                      |
| 09             | Perseverance         |
|                |                      |
| 10             | The Sheriff          |
|                |                      |
| 11             | Working Woman        |
|                |                      |
| 12             | Boxer                |
|                |                      |
| 13             | Moving On            |
|                |                      |